# Sarasaeschna pryeri
Sarasaeschna pryeri – gatunek ważki z rodziny żagnicowatych (Aeshnidae).